# Vromance
Vromance (hangul: 브로맨스) är ett sydkoreanskt pojkband bildat år 2016 av Rainbow Bridge World.
Gruppen består av de fyra medlemmarna Janghyun, Hyunkyu, Chandong och Hyunseok.

## Medlemmar
| Artistnamn   | Artistnamn | Födelsenamn    | Födelsenamn | Födelsedatum     |
| Romanisering | Hangul     | Romanisering   | Hangul      | Födelsedatum     |
| ------------ | ---------- | -------------- | ----------- | ---------------- |
| Janghyun     | 장현       | Park Jang-hyun | 박장현      | 6 juni 1989      |
| Hyunkyu      | 현규       | Park Hyun-kyu  | 박현규      | 11 februari 1991 |
| Chandong     | 찬동       | Lee Chan-dong  | 이찬동      | 20 juli 1992     |
| Hyunseok     | 현석       | Lee Hyun-seok  | 이현석      | 26 maj 1994      |

## Diskografi

### Album
| Albuminformation                             | Topplacering          |
| Albuminformation                             | Sydkorea (Gaon Chart) |
| -------------------------------------------- | --------------------- |
| The Action (EP-skiva) - Släppt: 12 juli 2016 | 28                    |
| Romance (EP-skiva) - Släppt: 6 januari 2017  | 32                    |

### Singlar
| År   | Titel                          | Topplacering          |
| År   | Titel                          | Sydkorea (Gaon Chart) |
| ---- | ------------------------------ | --------------------- |
| 2016 | "Already Winter" (med Huh Gak) | 67                    |
| 2016 | "She"                          | 343                   |
| 2016 | "Selfish"                      | —                     |
| 2017 | "I'm Fine"                     | —                     |
| 2017 | "Wake Up Call"                 | —                     |

### Soundtrack
| År   | Titel                           | Topplacering          | Serie                     |
| År   | Titel                           | Sydkorea (Gaon Chart) | Serie                     |
| ---- | ------------------------------- | --------------------- | ------------------------- |
| 2017 | "I Fall In Love" (ft. Obroject) | 99                    | Strong Woman Do Bong-soon |
| 2017 | "A Mysterious Thing"            | —                     | Man to Man                |